# Queen Anne's Gate
Queen Anne’s Gate est une rue de la ville de Londres, dans la Cité de Westminster.

## Situation et accès
Queen Anne’s Gate est une rue en angle droit qui s’étend de Old Queen Street, à l’est, à un rond-point situé au sud-ouest sur lequel débouchent également les rues Petty France et Broadway. Longue d’environ 220 mètres, elle est sur sa partie est parallèle à Birdcage Walk. C’est dans cette partie de la rue que se trouvent les édifices classés et la statue de la reine Anne.
La station de métro la plus proche est St. James's Park, desservie par les lignes  Circle  District.

## Origine du nom

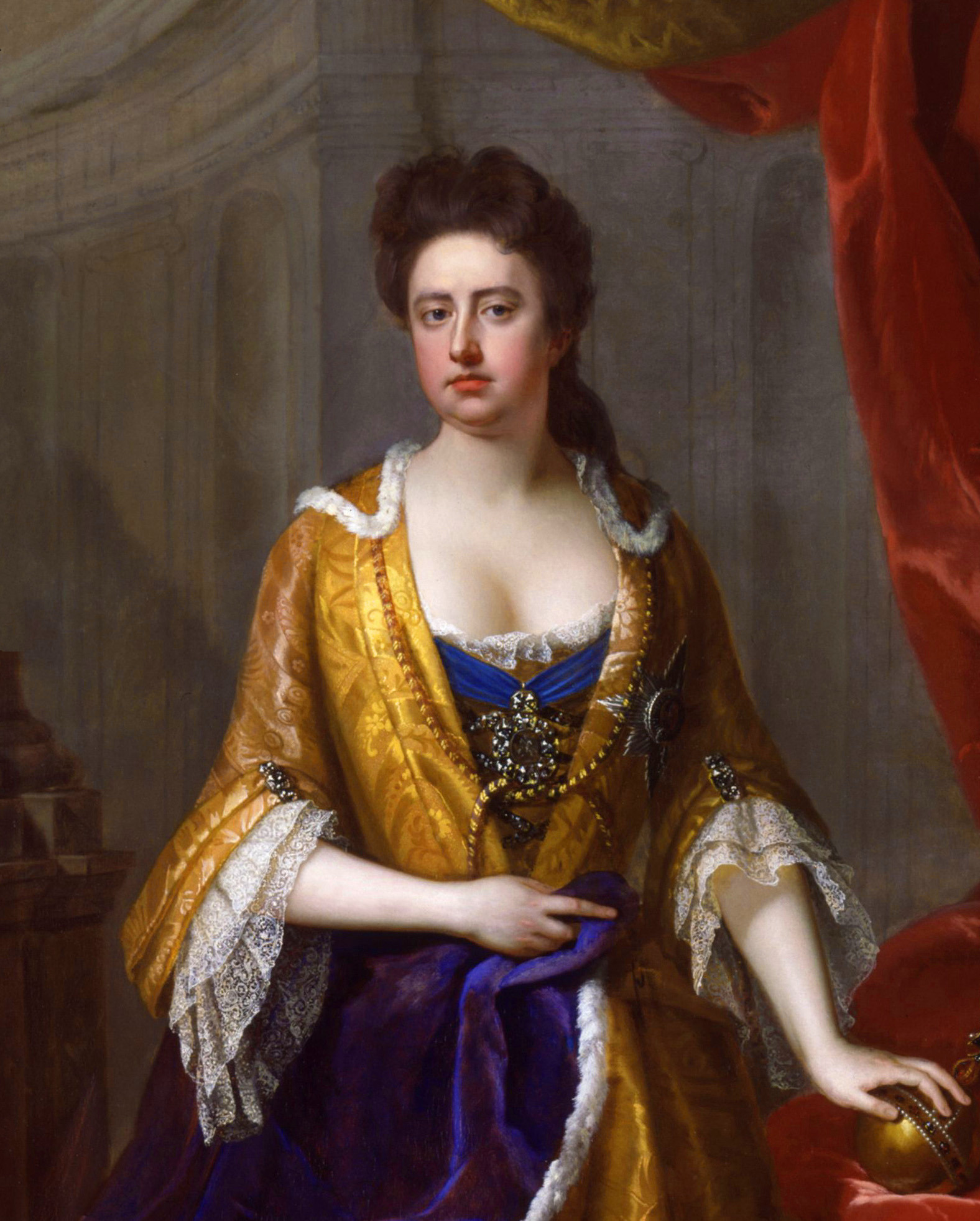
La reine Anne (1665-1714).

La rue évoque le souvenir de la reine Anne, reine d’Angleterre, d’Écosse et d’Irlande de 1702 à 1714.

## Historique
Queen Anne’s Gate, ainsi d'ailleurs que Old Queen Street, est ouverte en 1704. Elle est à l’origine formée de deux rues distinctes, Park Street à l’est et Queen Square à l’ouest. Les deux rues sont séparées physiquement par un muret surmonté d’une balustrade de fer. Le mur est enlevé en 1873 et, l’année suivante, les deux rues sont réunies en une seule sous un seul nom : Queen Anne’s Gate.

## Bâtiments remarquables et lieux de mémoire
Outre l’unité architecturale de la rue, le meilleur exemple pour cette époque à Londres, on remarque également les auvents en bois sculptés protégeant l’entrée des numéros 17, 19, 23, 25 et, en vis-à-vis, 26, 28, 30 et 32. Beaucoup de bâtiments de la rue sont des monuments historiques classés Grade I.
- No 20 : l’homme politique et Premier ministre Henry John Temple (1784-1865), plus connu sous le nom de Lord Palmerston, est né ici.
- Nos 36-38 : Falcon House (1908-1910).
- No 40 : les philosophes James Mill (1773-1836) et son fils John Stuart Mill (1806-1873) ont vécu à cette adresse de 1814 à 1831, comme l'atteste un macaron en façade.

### Dans la fiction
Lord Brett Sinclair, alias Roger Moore, le héros de la série télévisée Amicalement vôtre, habite au n° 15 de la rue (devenu pour les besoins du scénario le n° 53). On le voit à plusieurs reprises sortir de l’immeuble ou on aperçoit sa voiture garée devant.

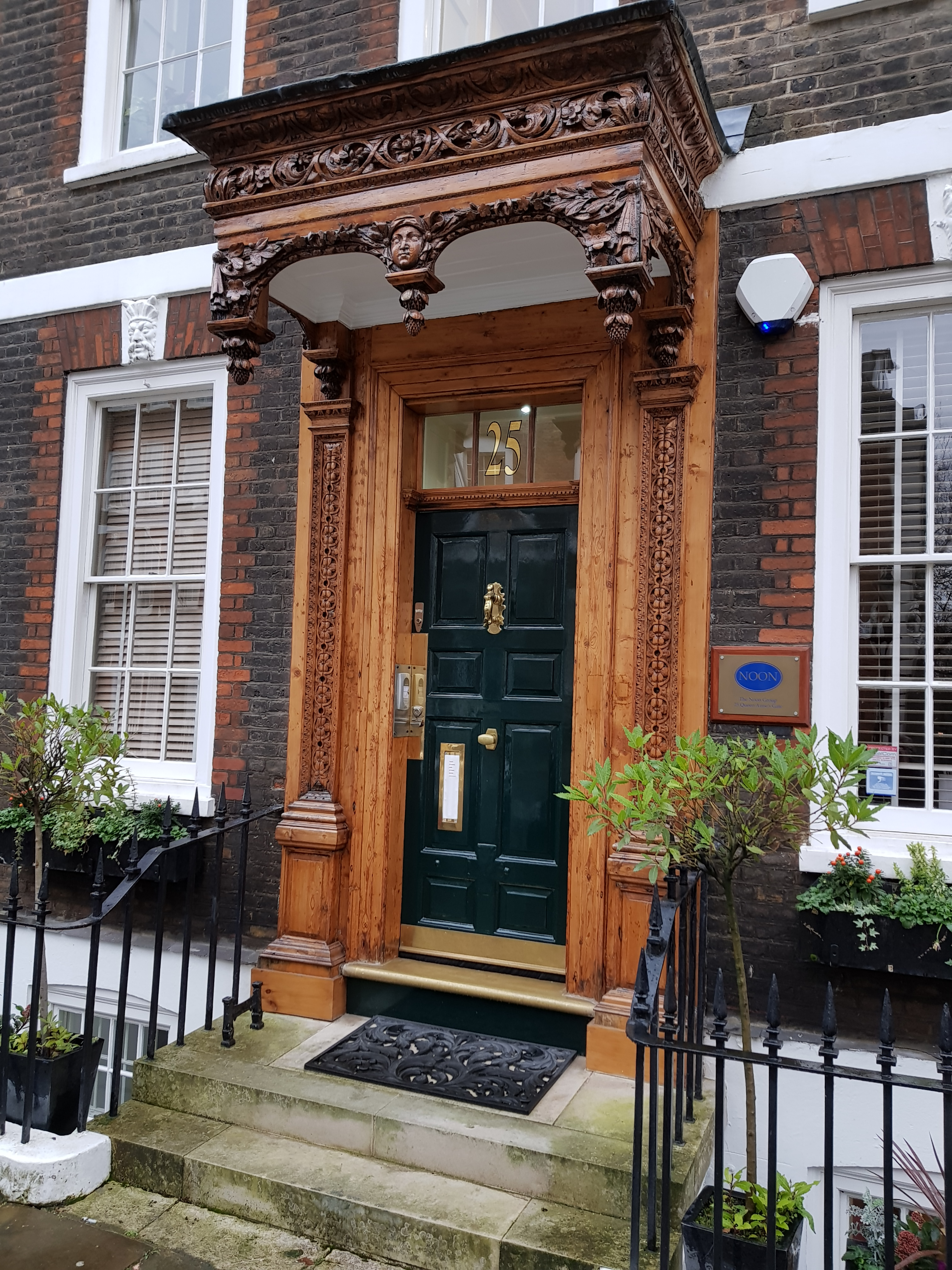
N° 25.
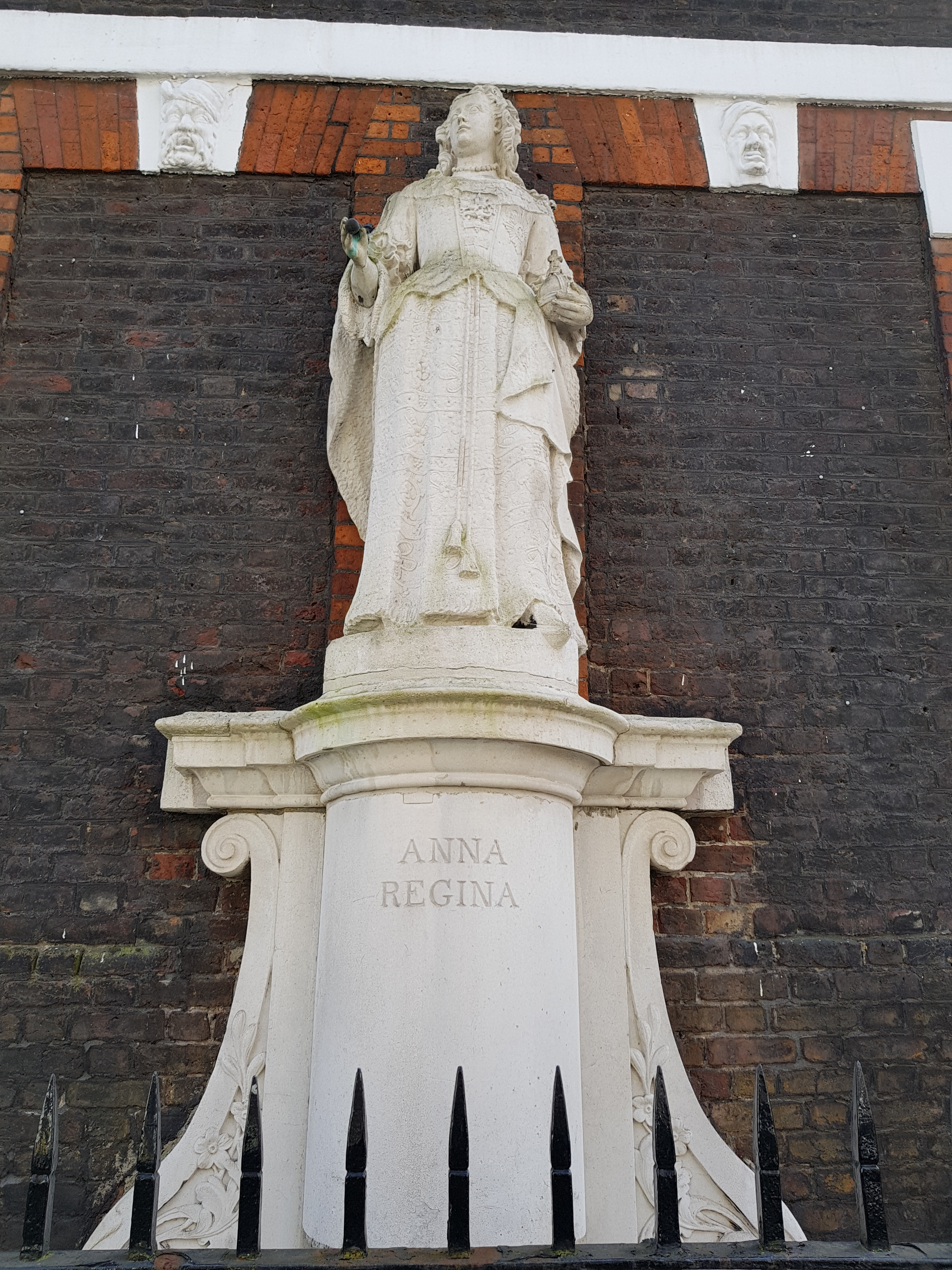
Statue de la reine Anne.
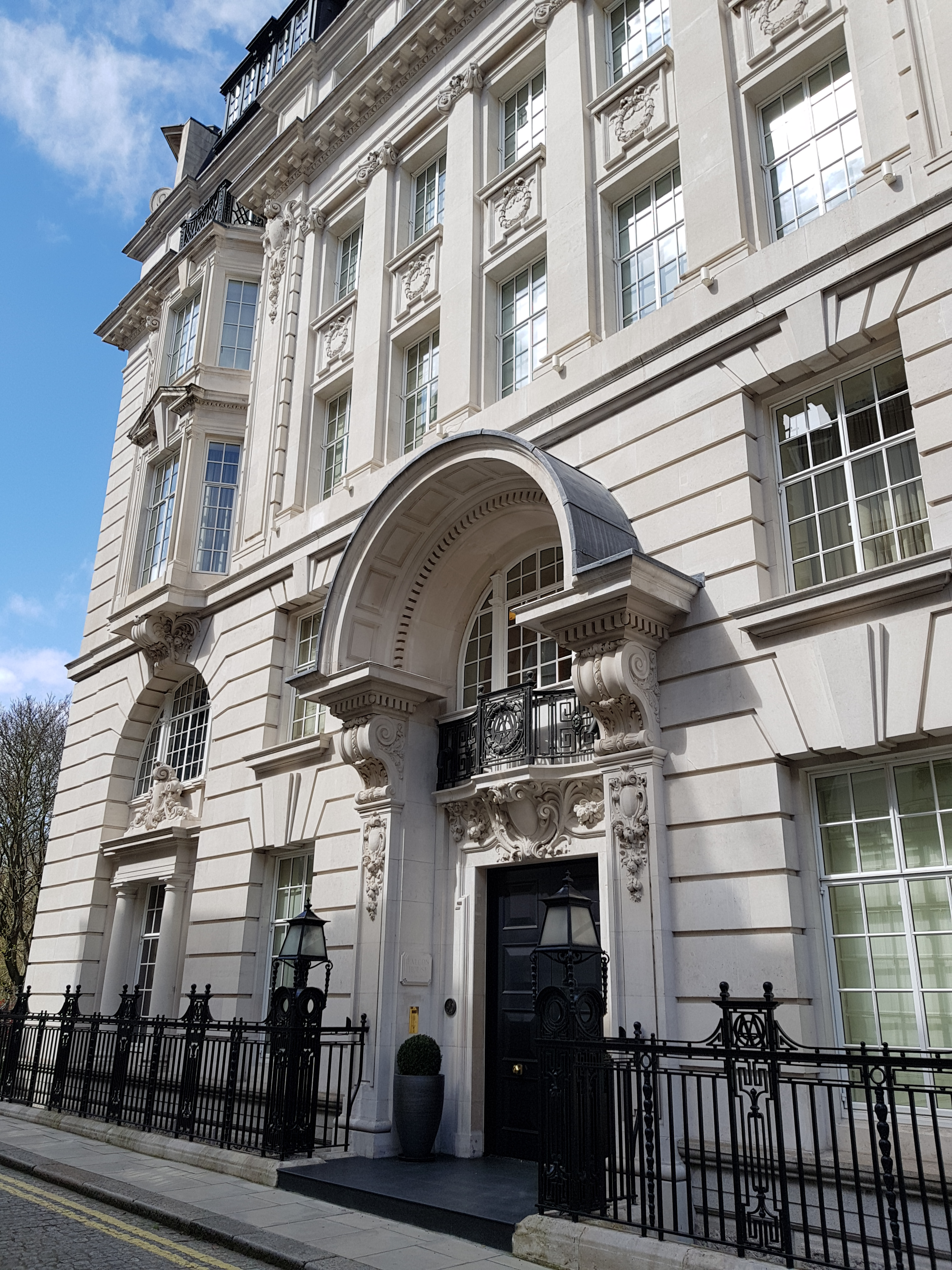
N° 36-38 : Falcon House.
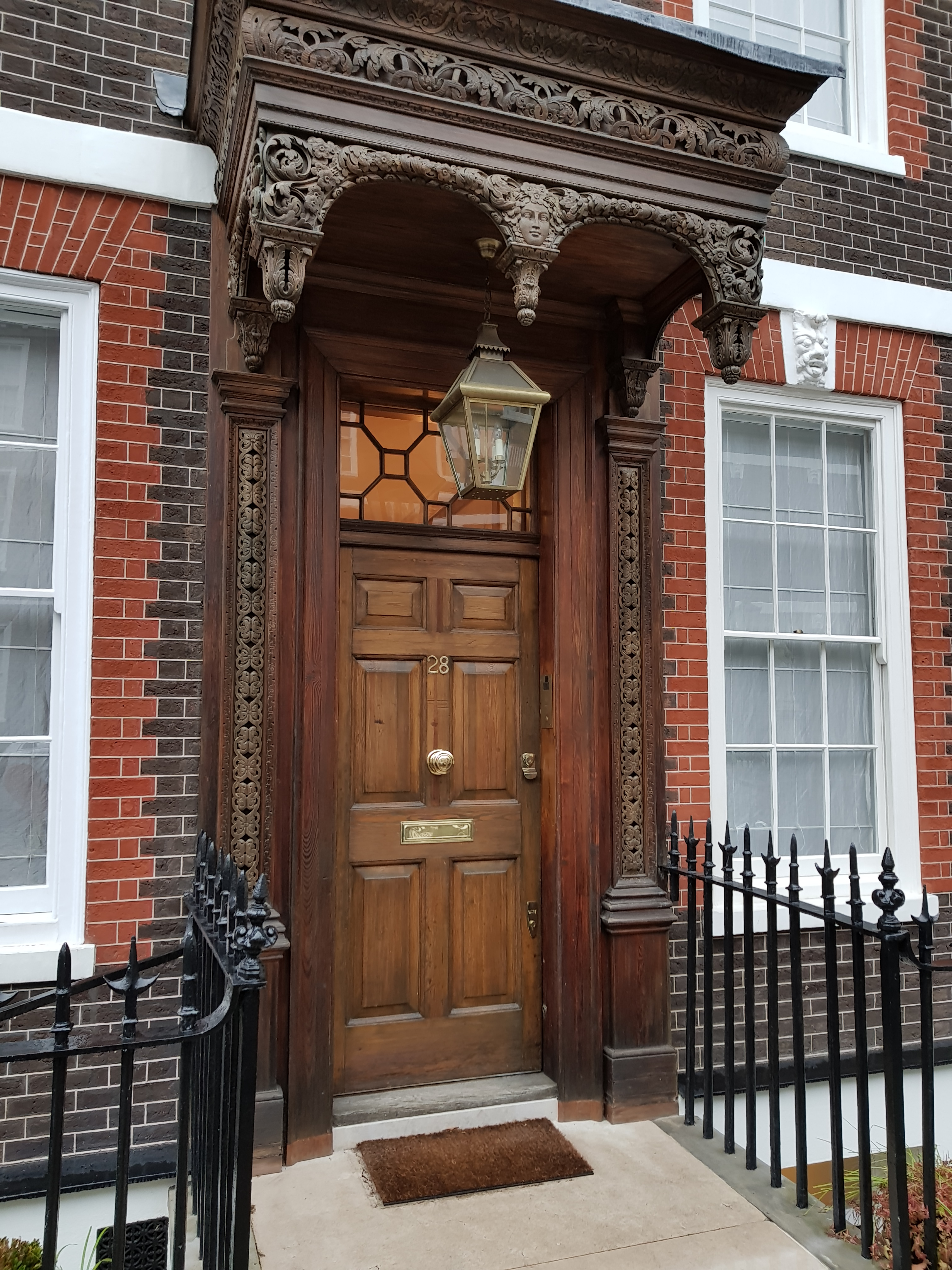
N° 28.